# Peatbog Faeries
I Peatbog Faeries sono un gruppo musicale scozzese di celtic fusion, stile basato sulla musica di Isle of Skye presso la costa scozzese.
La loro musica, influenzata da rock, jazz, elettronica e folk, è un miscuglio di suoni tradizionali con arrangiamenti su cornamuse, fiddle e tin whistle mescolati ad effetti elettronici e campionamenti; ma la loro componente principale è la musica celtica.

## Formazione
- Peter Morrison - cornamusa e tin whistle.
- Adam Sutherland - Fiddle.
- Graeme Stafford - tastiere.
- Innes Hutton - basso e percussioni.
- Iain Copeland - batteria.

## Discografia
- Mellowosity - 1996
- Faerie Stories - 2001
- Welcome to Dun Vegas - 2003
- Croftwork - 2005
- What Men Deserve to Lose - 2007
- Live - 2009
- Dust - 2011
- Larry Kirwan's Celtic Invasion - 2013, raccolta